# 原つもい
原 つもい（はら つもい）は、日本の漫画家。大阪府出身。12月3日生まれ。
2012年『月刊コミック電撃大王』にて『人生偏差値48の高校生が神様になりました。』でデビュー。2014年には『この島には淫らで邪悪なモノが棲む』を同誌で連載。続けて2018年に『淫らな邪教に巣喰うモノ』を同誌で連載。

## 作品リスト

### 漫画作品
- 『人生偏差値48の高校生が神様になりました。』KADOKAWA〈電撃コミックス〉全4巻（『月刊コミック電撃大王』2012年4月号[1] - 2013年3月号）
- 『この島には淫らで邪悪なモノが棲む』KADOKAWA〈電撃コミックスNEXT〉全9巻（『月刊コミック電撃大王』2014年[2] - 2018年）
- 『淫らな邪教に巣喰うモノ』KADOKAWA〈電撃コミックスNEXT〉全5巻（『月刊コミック電撃大王』2019年1月号[3] - 2021年3月号）
- 『高千穂ほのか先輩が好きで好きで色々ガマンできない。』KADOKAWA〈電撃コミックスNEXT〉全2巻（『月刊コミック電撃大王』2021年11月号[4] - 2022年10月号）
- 『次はアナタがヤられる番です。』KADOKAWA〈電撃コミックスNEXT〉既刊3巻（『ComicWalker』→『カドコミ』 / 『ニコニコ漫画』2023年7月27日[5] - 連載中）

### その他
- とある魔術のヘヴィーな座敷童が簡単な殺人妃の婚活事情（ライトノベル、2015年）イラスト